# Sofia Alaoui
Sofia Alaoui (Casablanca, 1990) es una directora y guionista franco-marroquí. Es conocida por su cortometraje Qu'importe si les bêtes meurent.

## Biografía
Nacida en Casablanca, de padre marroquí y madre francesa, creció entre Marruecos y China. Tras graduarse en el instituto de Casablanca, se trasladó a París para estudiar cine. En 2017, regresó a Marruecos para desarrollar su propia productora, Jiango Films.
Su primer cortometraje de ficción, Kenza des choux, se proyectó en varios festivales.
Su siguiente película, Qu'importe si les bêtes meurent, se rodó en las montañas del Atlas, con actores no profesionales y diálogos exclusivamente en tamazight. Ganó el Gran Premio del Jurado en el Festival de Cine de Sundance en 2020, y el César al mejor cortometraje de ficción en 2021.

## Filmografía

### Cortometrajes
- 2013 : Le rêve de Cendrillon
- 2015 : Les enfants de Naplouse (documentary broadcast on France 3 and TV5)[13]
- 2018 : Kenza des choux[14]
- 2019 : Qu'importe si les bêtes meurent
- 2019 : Les vagues ou rien[15]
- 2020 : The Lake